# Nagua
Nagua é um município da República Dominicana pertencente à província de María Trinidad Sánchez.
Sua população estimada em 2012 era de 79 420 habitantes.